# Giải bóng đá Ngoại hạng Nam Sudan
Giải bóng đá Ngoại hạng Nam Sudan nằm ở cấp độ 2 trong hệ thống bóng đá Nam Sudan sau Giải bóng đá vô địch quốc gia Nam Sudan. Mùa giải đầu tiên khởi tranh từ năm 2013 sau khi Nam Sudan giành độc lập.

## Câu lạc bộ
Mùa giải 2014
| Câu lạc bộ                   | Thành phố              |
| ---------------------------- | ---------------------- |
| Central Equatoria United F.C | Juba                   |
| Al Juba                      | Juba                   |
| At Juba                      | Juba                   |
| El Western Equatoria C.F     | Western Equatoria      |
| Al Jonglei                   | Jonglei                |
| Jonglei F.C                  | Jonglei                |
| Lakes Cats                   | Lakes                  |
| Castle FC                    | Western Bahr el Ghazal |
| Dream Team FC                | Eastern Equatoria      |
| Warrap                       | Warrap                 |

## Đội vô địch
- 2013 – Central Equatoria United F.C
- 2014 – Central Equatoria United F.C

## Thành tích theo câu lạc bộ
| Câu lạc bộ                   | Đội vô địch | Năm vô địch |
| ---------------------------- | ----------- | ----------- |
| Central Equatoria United F.C | 2           | 2013,2014   |

Bản mẫu:Bóng đá Nam Sudan